# Pedro Veloso
Pedro Veloso (Pio XII, 1952 — São Paulo SP, 7 de outubro de 2009) foi político brasileiro com base no Maranhão. Era deputado estadual pelo Partido Democrático Trabalhista (PDT-MA).
Morreu na cidade de São Paulo, onde fazia tratamento para combater leucemia. A notícia pegou de surpresa a política maranhense, especialmente em Pio XII, onde era sua maior base eleitoral.